# Жанна д’Арк (фильм, 1900)
«Жанна д’Арк» (фр. Jeanne d'Arc) — немой короткометражный исторический фильм Жоржа Мельеса. Это самая первая экранизация, рассказывающая о Жанне д’Арк. Премьера фильма прошла в США 11 ноября 1900 года.
В 1999 году к 100-летию фильма его расцветили от руки.

## Сюжет
Жанне видится Святой Николай, и Жанна в недоумении идёт домой. Она заходит в дом, но тут же выходит. Принц пытается её успокоить, но Жанна идёт в замок. Сначала стражник её не пускает, но когда Жанна рассказала о видении, стражник даёт ей войти. Во время пира Жанна обо всём рассказывает королю. В итоге начинаются народные гуляния, а Жанну посвящают в рыцари. Вскоре начинается Столетняя война. Идёт осада, а бедную Жанну берут в плен. В камере ей снится сон, будто она в раю вместе со Святым Николаем. Позже её будят, ведут на костёр и сжигают. Дальше Жанна попадает в рай.

## В ролях
- Жорж Мельес
- Жанна д’Альси
- Блёэтт Бернон

## Художественные особенности
В фильме впервые использовалось висение человека в воздухе с помощью каната.